# Betriebskrankenkasse WMF Württembergische Metallwarenfabrik AG
Die Betriebskrankenkasse WMF Württembergische Metallwarenfabrik AG (WMF BKK) mit Sitz in Geislingen an der Steige ist ein Träger der gesetzlichen Krankenversicherung in Deutschland aus der Gruppe der Betriebskrankenkassen. Als solche ist sie Mitglied im Landesverband der Betriebskrankenkassen Süd.

## Beschreibung
Die WMF BKK ist bundesweit geöffnet, d. h. Interessierte aus allen Bundesländern können sich bei dieser Krankenkasse versichern. Sie hat ihren Sitz in Geislingen an der Steige und ist die historische Krankenkasse der Württembergischen Metallwarenfabrik.
Bei der WMF BKK sind aktuell ca. 23.000 Personen krankenversichert (Stand: August 2024).

## Geschichte
Die WMF BKK wurde 1884 gegründet. Die Württembergische Metallwarenfabrik (Kurzform: WMF BKK) gehörte zu den ersten Unternehmen, die ihre Mitarbeiter mit einer Betriebskrankenkasse versorgten. Bei der damals noch „Fabrikkasse“ genannten Versicherung waren die Mitarbeiter der WMF AG gegen Krankheit abgesichert.
Als zum 1. Januar 1996 die freie Krankenkassenwahl eingeführt wurde, hatten die Betriebskrankenkassen die Möglichkeit, sich für weitere Personenkreise landes- oder bundesweit zu öffnen. Die WMF BKK hat von dieser Option Gebrauch gemacht und ist daher seit dem 1. Mai 1997 gemäß ihrer Satzung für alle Personen bundesweit zugänglich.

## Beitragssätze
Seit 1. Januar 2009 werden die Beitragssätze vom Gesetzgeber einheitlich vorgegeben. Sie erhob bis 31. Dezember 2014 keinen einkommensunabhängigen Kassenindividueller Zusatzbeitrag, seit 1. Januar 2025 einen Zusatzbeitrag von 2,45 %.

## Organe
Als Körperschaft des öffentlichen Rechts mit Selbstverwaltung sind die Gremien der WMF Betriebskrankenkasse Verwaltungsrat und Vorstand. Der Verwaltungsrat besteht aus ehrenamtlichen Vertretern der Arbeitgeber und der Versicherten. Der Verwaltungsrat der WMF Betriebskrankenkasse hat insgesamt 8 Mitglieder (4 Arbeitgeber- und 4 Versichertenvertreter). Er stellt den Haushaltsplan fest, beauftragt Wirtschaftsprüfer mit der Prüfung des Rechnungsergebnisses, trifft grundsätzliche Entscheidungen für die Kasse und wählt und überwacht den Vorstand der Krankenkasse.
Alternierende Vorsitzende des Verwaltungsrats der WMF Betriebskrankenkasse sind Dieter Simon und Gabriele Luprich.
Vertretungsberechtigter Vorstand ist Jürgen Matkovic. Er leitet die WMF Betriebskrankenkasse und vertritt sie sowohl gerichtlich als auch außergerichtlich. Stellvertreter des Vorstands ist Martin Heneke.

## Kooperationen
Die WMF BKK stellt die Versorgung bundesweit über Vertragsarbeitsgemeinschaften sicher. Hierzu werden Kooperationen mit anderen Betriebskrankenkassen eingegangen. Im Bereich der privaten Zusatzversicherungen arbeitet die WMF Betriebskrankenkasse zur Ergänzung des Versicherungsschutzes mit der Barmenia zusammen.